# Olšany (Šumperki járás)
Olšany település Csehországban, Šumperki járásban. Olšany Bušín, Bohutín, Horní Studénky, Zborov, Vyšehoří, Ruda nad Moravou és Chromeč településekkel határos. Lakosainak száma 1038 fő (2024. január 1.).

## Népesség
A település lakosságának változását az alábbi diagram mutatja:
| Lakosok száma | 616  | 656  | 811  | 818  | 1014 | 1133 | 1079 | 1056 | 1030 | 1038 |
|               | 1869 | 1890 | 1921 | 1950 | 1980 | 2001 | 2017 | 2019 | 2022 | 2024 |